# Peter Egardt
Peter Arvid Nils Egardt, född 19 september 1949 i Lund, är en svensk ämbetsman och verkställande direktör. Han var 12 april 2010–31 augusti 2016 landshövding i Uppsala län.

## Biografi
Egardt blev filosofie kandidat vid Lunds universitet 1972 och har också en forskarutbildning i nordiska språk 1973–1977. Han var studievägledare vid Lunds universitet 1974–1977, utredningssekreterare vid Sveriges Industriförbund 1976–1979, politiskt sakkunnig vid Ekonomidepartementet 1979–1981 och kanslichef vid Moderata samlingspartiets riksdagsgrupp 1981–1991.
Från 1991 till 1994 var han statssekreterare hos statsminister Carl Bildt i Statsrådsberedningen. Han var verkställande direktör för Stockholms handelskammare och Svenska Handelskammarförbundet 1995–2010.
Egardt var vice ordförande i Lunds studentkår 1974, ledamot skolstyrelsen i Lunds kommun 1977–1979, ledamot i styrelsen för Manufacturers Hanover Bank Sverige 1986–1991, ordförande för Svenska Penninglotteriet 1989–1996, ledamot i styrelsen för Systembolaget 1990–1995, Riksdagens förvaltningskontor (RFK) 1991–1994, ledamot av riksbanksfullmäktige 1994–2018, medlem i Europeiska handelskamrarna (Eurochambres) sedan 1995 (vice ordförande sedan 2001), var ledamot av Exportrådet 1995–1998, är ledamot i Kungsträdgården Park & Evenemang AB sedan 1995 (ordförande sedan 2000), var ledamot i Stockholmsmässan 1995–2005 (vice ordförande 2000–05), Svenska Dagbladet 1995–2003, Timbro 1995–2005, är medlem i överstyrelsen i SPP/Alecta sedan 1996, ledamot i Föreningen för den beridna högvakten sedan 2002, Hufvudstaden AB sedan 2003, ledamot av styrelsen för Jarl Hjalmarsonstiftelsen sedan 2003 och ordförande i styrelsen för Stiftelsen Carl och Olga Milles Lidingöhem.
Egardt har även deltagit i flera statliga utredningar, bland andra centrala organisationskommitén för högskolereformen (H75) 1975–1977, tillträdesutredningen 1983–1985, och statsflygsutredningen 1997–1998.
Han är son till banktjänstemannen Otto Egardt och Brita Egardt, och gifte sig 1977 med lågstadielärare Lena Boijsen.